# Чапп фон Биркенштеттен, Карл
Барон Карл Франц Йозеф Чапп фон Биркенштеттен (нем. Karl Franz Josef Freiherr Czapp von Birkenstetten; 9 января 1864 — 18 октября 1952) — австро-венгерский военачальник, министр ландвера Цислейтании в 1917—1918, фельдмаршал-лейтенант.

## Выдержки из биографии
С 31 октября 1912 — генерал-майор, с 1 сентября 1915 — фельдмаршал-лейтенант.
В начале Первой мировой войны назначен командиром 106-й ландверной пехотной дивизии, направлен на русский фронт. Спустя месяц заменён генерал-майором Артуром фон Рихард-Ростокшилом. В феврале 1915 года принял командование 46-й ландверной пехотной дивизией, командовал этим подразделением на протяжении семи месяцев. В июне 1917 года назначен министром ландвера Цислейтании, работал в правительствах Эрнста Зайдлера фон Фойхтенегга и Макса Гусарека фон Гейнлейна. 25 октября 1918 года был заменён на Фридриха Лене фон Ленсгейма.
С 1920 года — в отставке. С 1944 года — почётный генерал артиллерии Германии.